# Antioquiakolibri
Der Antioquiakolibri (Coeligena orina), auch als Antioquia-Andenkolibri oder Grünmusketier bezeichnet, ist eine seltene Kolibriart aus der Gattung der Waldnymphen (Coeligena). Er ist endemisch in Kolumbien. Der Bestand wird von der IUCN als „stark gefährdet“ (endangered) eingeschätzt.

## Beschreibung

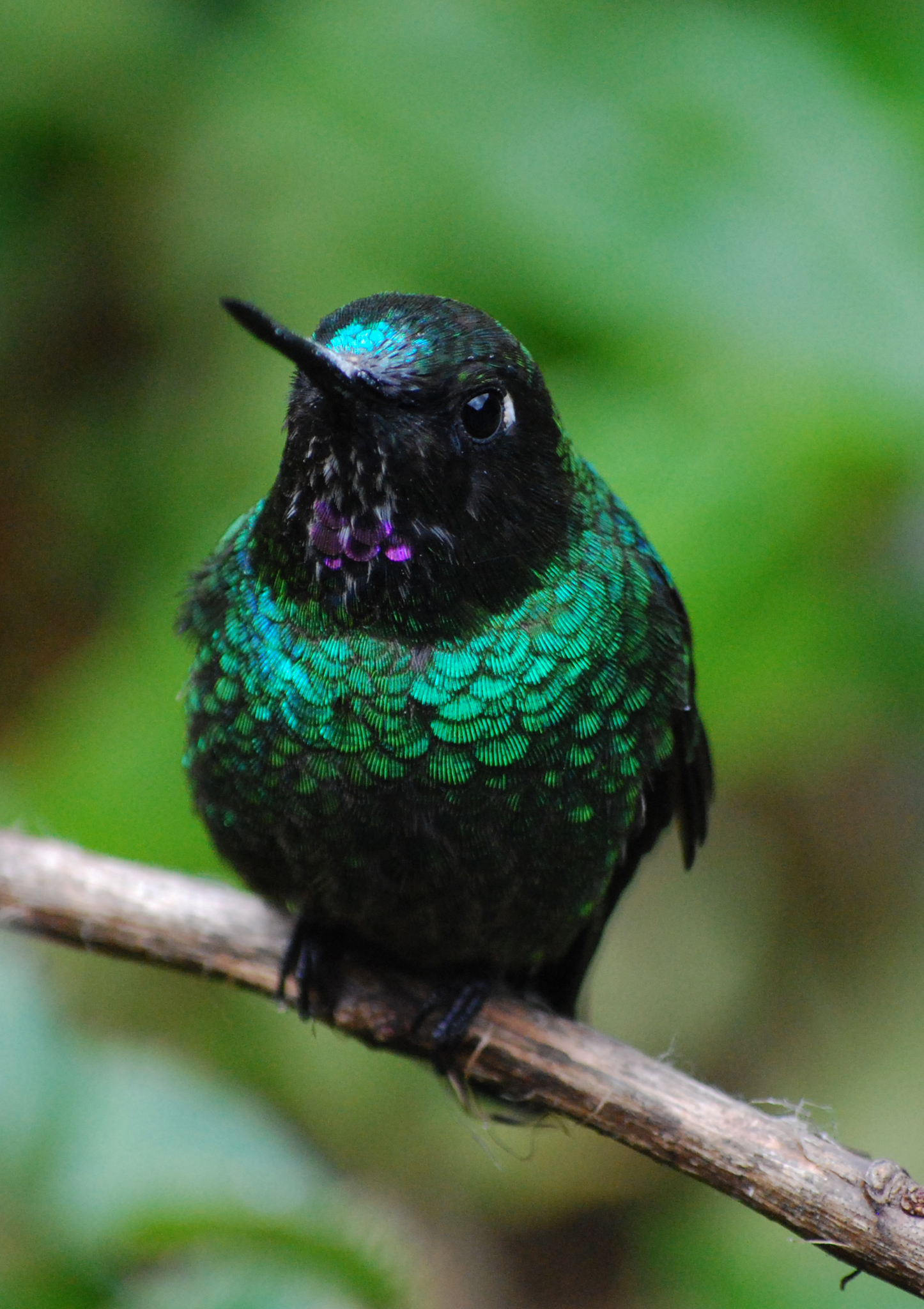
Antioquiakolibri

Der Antioquiakolibri galt früher als Unterart des Goldbauchkolibris (Coeligena bonapartei). Aufgrund der morphologischen Unterschiede und der dunkleren Färbung wird er jedoch heute als eigenständige Art angesehen. Er erreicht eine Länge von vierzehn Zentimetern und ein Gewicht von sieben Gramm. Das Männchen hat ein glänzendes Gefieder. Der Mantel ist samtschwarz. Der Rücken und die Flügeldecken sind grün. Der Oberrücken ist stumpf schwarz. Die Färbung am Unterrücken ist grün und geht am Bürzel und den oberen Schwanzfedern in ein helles leuchtendes Gelbgrün über. Der Schwanz ist grün. Kehle und Brust sind dunkelgrün und mit schwarzen Anflug. Die Mitte der Kehle ist durch einen großen hellen blauen Fleck charakterisiert. Der Kopf ist samtschwarz. Die Stirn ist schimmernd blaugrün bis goldgrün. Der dünne, gerade schwarze Schnabel ist 33 mm lang. Die Augen sind dunkelbraun. Die Beine und Füße sind schwarz. Beim Weibchen sind Kopf, Mantel und Flügeldecken grün. Die Federn haben schwarze Spitzen und verleihen dem Gefieder ein schuppenartiges Aussehen. Backenbereich und Kehle sind beige zimtfarben. Zwischen dem gelbbraunen Bereich unter den Augen und der Kehle ist eine grüne Linie zu erkennen. Bürzel, Schwanz und Unterschwanzdecken sind stumpfer gefärbt als beim Männchen. Der Bauch ist gelbgrün, aber stumpfer gefärbt als beim Männchen.

## Lebensraum

Hauptverbreitungsgebiet

Der Antioquiakolibri bewohnt die Baumgrenze zwischen Páramo und Elfenwald sowie den angrenzenden Feuchtwald in Höhenlagen von 1800 bis 3500 m. Brütende Individuen wurden allerdings nur zwischen 2950 m und 3450 m beobachtet. Selten bewegen sie sich zur Nahrungssuche tiefer beziehungsweise höher.

## Lebensweise
Der Antioquiakolibri ernährt sich von Wespen, Spinnen, Zweiflüglern und vermutlich von Blütennektar. Über sein sonstiges Verhalten und seine Brutbiologie ist kaum etwas bekannt.

## Status
Der Antioquiakolibri wurde 1951 von Melbourne Armstrong Carriker entdeckt und 1953 von Alexander Wetmore beschrieben. Er war lange nur vom Typusexemplar bekannt, bis er im August 2004 vom dänischen Ornithologen Niels Krabbe in Waldresten an den Hängen des Páramo Frontino und des Farallones del Citará im nordwestlichen Kolumbien wiederentdeckt wurde. Die Gesamtfläche seiner bisher entdeckten Standorte umfasst eine Fläche von nur 25 km2, die sich in den Anden Westkolumbiens (Cordillera occidental) auf ein Gebiet von 6500 km2 verteilen. Die Region am Páramo Frontino hat reiche Gold-, Kupfer- und Zinkvorkommen, jedoch hat die politische Instabilität in der Region eine Ausbeutung der Ressourcen bisher verhindert. Das Gebiet ist gegenwärtig ungeschützt und von der Entwaldung bedroht. 2005 erklärte die kolumbianische Naturschutzorganisation Fundacion ProAves 5000 Morgen Feuchtwald am Páramo Frontino zum Vogelreservat, das jedoch nur unzureichend geschützt wird. Eine weitere Bedrohung ist der Klimawandel, der eine Zunahme von Dürren mit nachfolgenden Waldbränden bedingt. BirdLife International schätzt den Bestand auf weniger als 2500 Exemplare.

## Etymologie
Das Wort Coeligena leitet sich aus den lateinischen Wörtern coelum bzw. caelum für „Himmel“ und genus für „Nachkomme“ ab. Orina setzt sich aus vermutlich der griechischen Vorsilbe ο- o- als Verstärkung bzw. Betonung von ῥίς, ῥινός rhī́s, rhīnós für „Nase“ zusammen. Eine zweite Ableitung könnte das griechische ορεινός oreinós für „Bergbewohner, gebirgig“ sein.